# Rock on Honorable Ones!!

## Lista de canciones
- Todas las canciones están escritas por Jaret Reddick, excepto las anotadas:

1. "2113" (Reddick, Chandler) - 4:49
2. "Scope" - 3:38
3. "Valentino" - 3:29
4. "Corndog" - 4:14
5. "Cody" (Reddick, Burney, Chadnler, García) - 4:20
6. "Belgium" (Reddick, Chandler) - 3:35
7. "Milo" - 3:46
8. "Captain Hook" - 3:45
9. "Ack!!" -3:40
10. "Thespian" (Reddick, Chandler) - 4:37
11. "Kool-Aid" - 3:40
12. "I Don't Know" (Kruse, Reddick, Burney, Chandler) - 2:26
13. "Wisk" - 3:21
14. "Assman" - 3:53
15. "Friday" - 4:50